# ایلیشوو
ایلیشوو (انگلیسی: Ilishevo) یک شهرک در شهرستان ایلیشفسکی استان باشقیرستان کشور روسیه است.